# Even Hammer
Even Hammer (født i juli 1732 på Næs, død 22. februar 1800) var en norsk amtmand, søn af Ole Hannibalsen Hammer, sognepræst til Næs på Hedemarken (død 1744), og Ellen Evensdatter Meldal (død 1766).

## Uddannelse
Hammer blev 1752 student fra Kristiania Skole, hvor han siden var lærer fra 1756-68, i hvilken stilling han 1758 tog magistergraden.
1768 rejste han på egen bekostning udenlands og studerede ved universiteterne i Oxford, Cambridge, Leiden, Gøttingen og Paris, hvor han erhvervede gode sprogkundskaber.
Hans skrift Philonorvagi velmente Tanker og så videre (1771) siges at have "banet vejen for ham til brød og lykke i staten" (gennem forbindelse med Struensee).

## Amtmand i Norge
1771 blev Hammer sekretær i Norske Kammers 1. bureau, i jan. 1773 renteskriver i søndenfjældske renteskriverkontor og allerede i august samme år amtmand over Romsdalen, Nordmøre og Søndmøre, hvor han boede ved Molde, og afgik ved døden ugift 1800. Han havde 1777 fået titel af justitsråd og 1781 af etatsråd og var medlem af Videnskabernes Selskab i Trondhjem samt det Nordiske Selskab i London.
Han ansås for en meget duelig embedsmand og har indlagt sig fortjenester såvel af fiskerierne som af agerbruget, blandt andet ved at udvirke reskriptet af 26. juli 1781 (om fisketilvirkningen i hans amt) samt ved stiftelsen (1776) af det romsdalske praktiske landhusholdningsselskab, hvis præses han var, og en understøttelseskasse for omkomne søfolks efterladte.